# Memphis, Tennessee
Memphis je američki grad u jugozapadnom Tennesseeju, u okrugu Shelby. Leži na rijeci Mississippi, otkud mu i nadimak "riječni grad".
Prema procjeni iz 2008. godine Memphis ima populaciju od 669.651 stanovnika, što ga čini najvećim gradom u Tennesseeju, drugim najvećim na sjeveroistoku SAD-a i 19. u zemlji. Memphis je najmlađi od četiri najveća grada u Tennesseeju (Knoxville, Chattanooga i Nashville).

## Povijest
Memphis su nastanjivali Chickasaw Indijanci kada ga je u 16. stoljeću otkrio Španjolac Hernando de Soto te, kasnije, Francuz René-Robert Cavelier, Sieur de La Salle. Tada je Memphis bio najveće neorganizirano područje u SAD-u.
Grad su 1819. osnovali Andrew Jackson, budući predsjednik Sjedinjenih Američkih Država, te njegovi savjetnici John Overton i James Winchester. Nazvali su ga po staroj egipatskoj prijestolnici Memfisu, koja je bila smještena na rijeci Nil kao moderni Memphis na rijeci Mississippi. U 19. stoljeću Memphis je bio centar trgovine afričkim crnim robljem, zahvaljujući povoljnom položaju na Mississippiju, jednoj od najvećih prometnica tog vremena.
U 20. stoljeću Memphis je bio najveći svjetski proizvođač pamuka i drva, kao i mula.
Dana 4. travnja 1968. ispred hotela Lorraine ubijen je jedan od najvećih boraca za ljudska prava, Martin Luther King.

## Kretanje populacije
| Godina | Populacija |
| 1850.  | 8.841      |
| 1860.  | 22.623     |
| 1870.  | 40.226     |
| 1880.  | 33.592     |
| 1890.  | 64.495     |
| 1900.  | 102.320    |
| 1910.  | 131.105    |
| 1920.  | 162.351    |
| 1930.  | 253.143    |
| 1940.  | 292.942    |
| 1950.  | 396.000    |
| 1960.  | 497.524    |
| 1970.  | 623.530    |
| 1980.  | 646.356    |
| 1990.  | 610.337    |
| 2000.  | 650.100    |
| 2008.  | 669.651    |

## Poznate osobe
U Memphisu su rođene, odrasle ili su neko vrijeme živjele mnoge slavne i poznate ličnosti svijeta, od glumaca, pjevača do znanstvenika i političara:
- Kathy Bates, glumica
- Johnny Cash, glazbenik
- Shannen Doherty, glumica
- Aretha Franklin, pjevačica
- Morgan Freeman, glumac
- George Hamilton, glumac
- Penny Hardaway, košarkaš
- Isaac Hayes, glazbenik i glumac
- John Lee Hooker, glazbenik
- B. B. King, glazbenik
- Jerry Lee Lewis, glazbenik
- Chris Parnell, glumac i komičar
- Elvis Presley, pjevač i glumac
- Otis Redding, glazbenik
- Cybill Shepherd, model i glumica
- Frederick W. Smith, osnivač FedExa
- Justin Timberlake, glazbenik
- NLE Choppa, hip-hop glazbenik
- Ike Turner, glazbenik
- Kemmons Wilson, osnivač lanca hotela Holiday Inn

## Vanjske poveznice
- Službena stranica (engl.)
- Stranica Turističke zajednice (engl.)
- Povijest grada (engl.)